# Pubilla Cases (metrostation)
Pubilla Cases is een metrostation aan lijn 5 van de Metro van Barcelona.
Dit station ligt onder Carrer Doctor Ramon Solanich in L'Hospitalet de Llobregat, tussen Plaça Mare de Déu del Pilar en de Carrer El·lipse. Het werd geopend in 1973, als lijn 5 wordt verlengd vanaf Collblanc, en was, tot de uitbreiding van de lijn naar Sant Ildefons in 1976, het eindstation van deze lijn.
Het station met zijperrons van 94 meter heeft aan iedere kant een kaartverkoop, de westelijke heeft twee ingangen en de oostelijke (op perronniveau) een ingang.